# Шигуай
Шигуа́й (кит. упр. 石拐, пиньинь Shíguǎi) — район городского подчинения городского округа Баотоу автономного района Внутренняя Монголия (КНР). Название района является китайской транслитерацией монгольского слова «шегуйт», означающего лесистую местность.

## История
В 1949 году здесь был образован Горнодобывающий район Шигуайгоу (石拐沟矿区) аймака Уланчаб. В 1956 году он был передан под юрисдикцию Баотоу и переименован в Горнодобывающий район Шигуай (石拐矿区). В 1999 году горнодобывающий район был преобразован в район городского подчинения.

## Административное деление
Район Шигуай делится на 6 уличных комитетов, 1 посёлок и 1 сомон.